# Chiesa dei Santi Gervaso e Protaso (Valmozzola)
La chiesa dei Santi Gervaso e Protaso è un luogo di culto cattolico dalle forme neoclassiche situato a Mariano, frazione di Valmozzola in provincia di Parma e diocesi di Piacenza-Bobbio; è sede di una parrocchia compresa nel vicariato della Val Taro e Val Ceno.

## Storia
Il luogo di culto originario fu edificato in epoca medievale; la più antica testimonianza della sua esistenza, quale cappella dipendente dalla pieve di Gusaliggio, risale al 1352.
La chiesa romanica fu completamente ricostruita in stile neoclassico nel XVIII secolo, ma evidenziò fin da subito problemi strutturali, che si protrassero fino ai primi decenni del XX secolo, quando fu sottoposta a una serie di ampliamenti: nel 1900 fu allungata, mentre nel 1927 fu allargata e dotata di abside; gli interni furono inoltre decorati con affreschi dal pittore Umberto Concerti.

## Descrizione

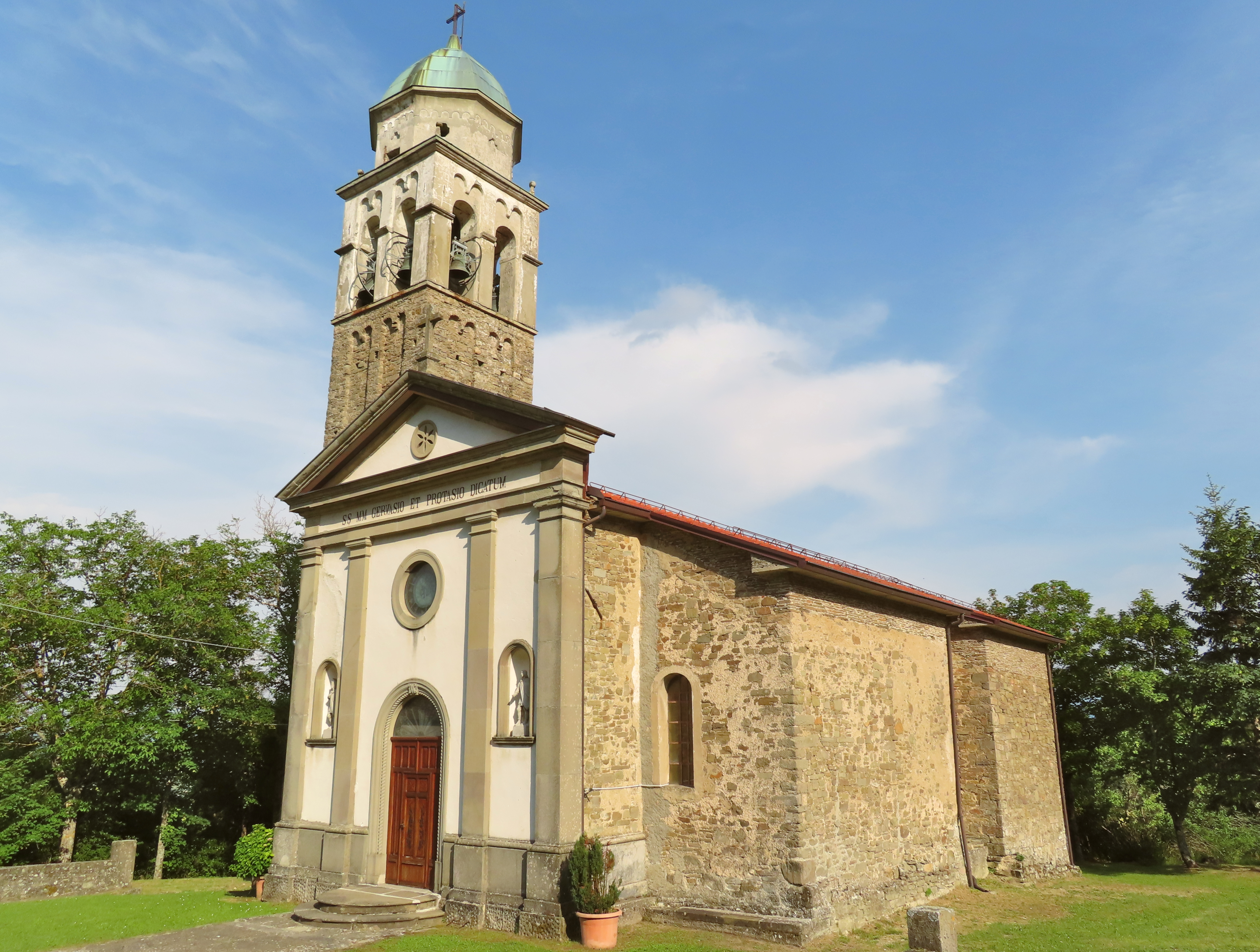
Facciata e lato ovest

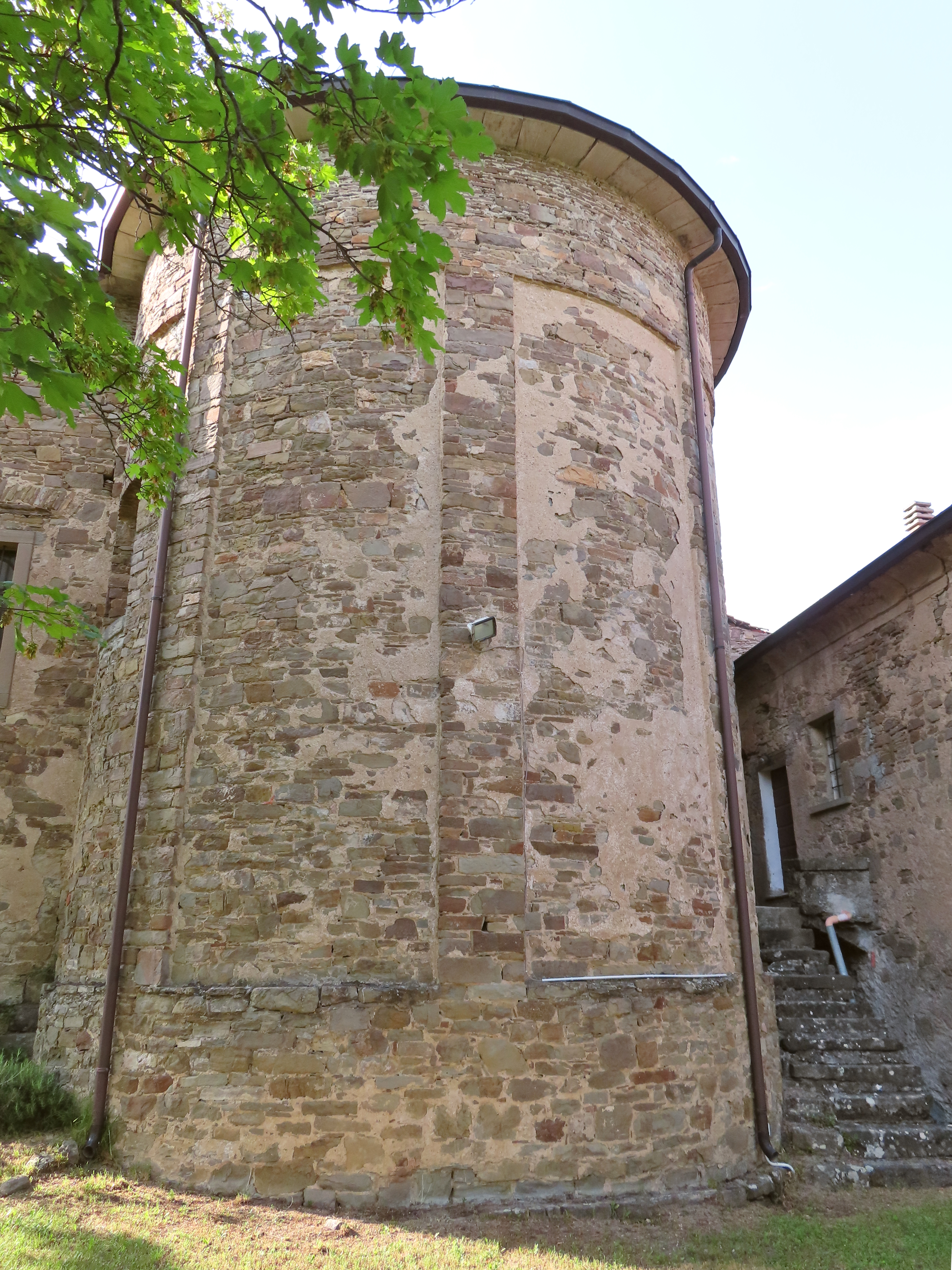
Abside

La chiesa si sviluppa su un impianto basilicale a tre navate affiancate da tre cappelle per lato, con ingresso a nord-ovest e presbiterio absidato a sud-est.
La simmetrica facciata a capanna, intonacata, è preceduta da un grande sagrato; il prospetto è tripartito da quattro lesene d'ordine gigante, elevate su un alto basamento in pietra e coronate da capitelli dorici; al centro è collocato l'ampio portale d'ingresso ad arco a tutto sesto, delimitato da una cornice modanata; più in alto si apre un rosone con cornice in pietra; ai lati si trovano due nicchie ad arco a tutto sesto, contenenti le statue di San Gervaso e San Protaso; a coronamento la trabeazione, scolpita con l'epigrafe SS MM GERVASIO ET PROTASIO DICATUM, è coronata da un grande frontone triangolare con cornice modanata in aggetto; al suo interno è posto un oculo in pietra forato con una rosa celtica; in sommità si eleva nel mezzo un'alta croce.

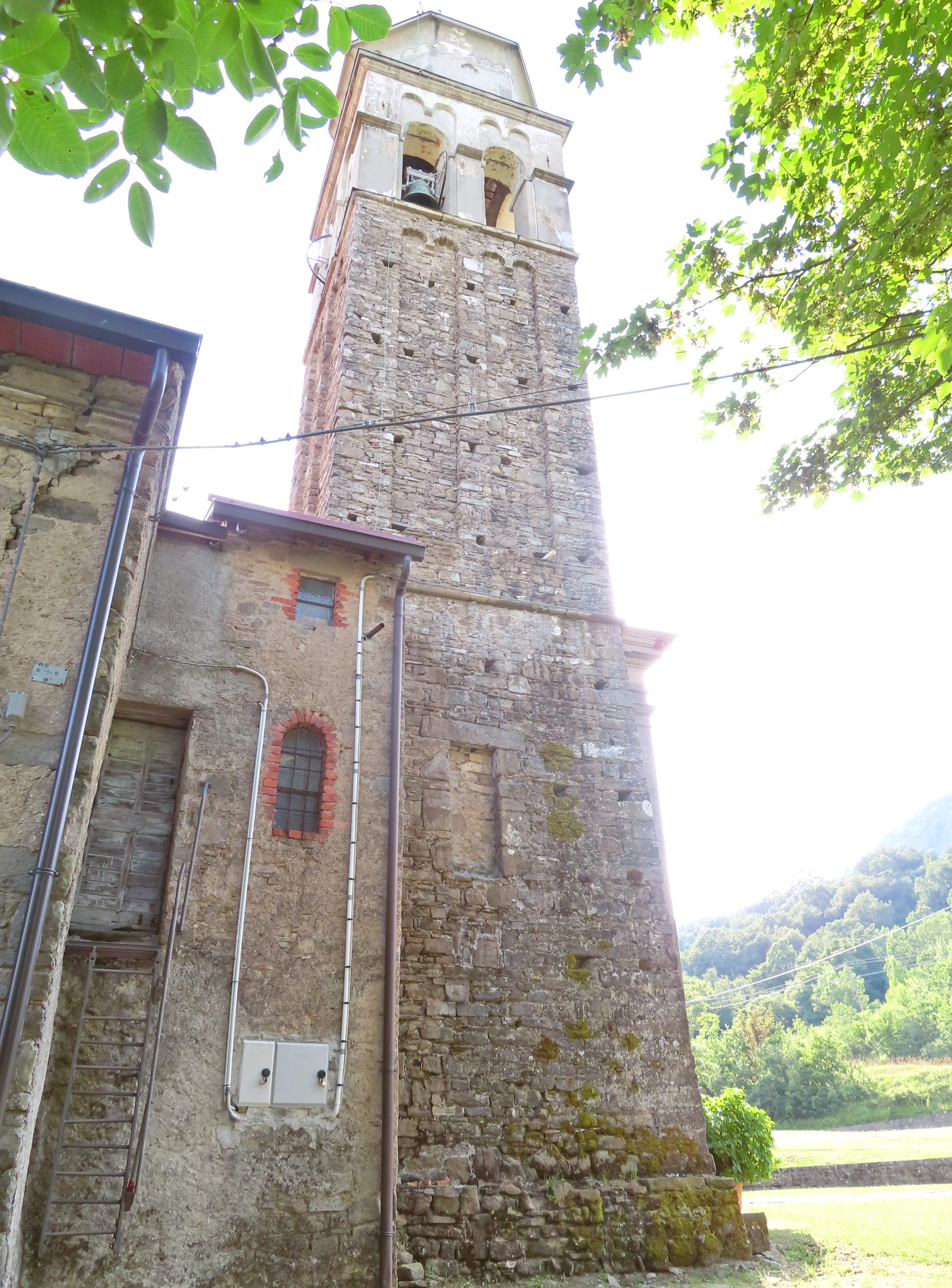
Campanile

Dai fianchi aggettano i più bassi volumi in pietra della navate laterali, illuminate da due monofore ad arco a tutto sesto aperte accanto alla facciata principale; sulla sinistra si erge, in continuità col prospetto, il massiccio campanile, decorato sui prospetti con alte e sottili specchiature binate; la cella campanaria si affaccia sulle quattro fronti attraverso grandi bifore ad arco a tutto sesto, delimitate da pilastri dorici; in sommità si staglia una lanterna a pianta ottagonale, illuminata da monofore; a coronamento si innalza una cupola in rame.
Sul retro l'abside, illuminata lateralmente da due finestre, è scandita verticalmente in tre parti da due lesene.
All'interno la navata centrale, coperta da una volta a botte lunettata affrescata e suddivisa in tre campate, è separata dalle laterali, chiuse superiormente da volte a crociera, attraverso ampie arcate a tutto sesto, rette da pilastri ornati con colonne corinzie binate.
Il presbiterio, lievemente sopraelevato, è preceduto da un ampio arco trionfale a tutto sesto; l'ambiente, coperto da una volta a botte lunettata decorata con affreschi, ospita l'altare maggiore marmoreo a mensa, con paliotto centrale in marmo bianco e volute alle estremità, realizzato dallo scultore Giuseppe Castagnoli; sul fondo l'abside, illuminata da due finestre laterali, è chiusa superiormente dal catino dipinto.
Le piccole cappelle, a una pianta rettangolare, accolgono gli altari laterali; quelle sulla destra sono intitolate al battistero, a san Giuseppe e alla Madonna Addolorata, mentre quelle sulla sinistra sono dedicate al confessionale, al Sacro Cuore e alla Madonna della Cintura.